# El Voló
El Voló ([əlbu'lu], estàndard [əlbu'lo], en francès: Le Boulou) és una vila, cap de la comuna del mateix nom, de 5.547 habitants el 2013, de la comarca del Rosselló, a la Catalunya del Nord.

## Etimologia
L'origen etimològic del topònim el Voló ha estat al llarg dels anys motiu d'hipòtesis diverses i de força controvèrsia. Joan Coromines descarta que tingui el seu origen en un nom propi germànic, Bolo, o en un ètim preromà bodina o bodilla, amb el significat de fita o en un de germànic, ball. Postula, en canvi, l'origen en el germànic upelo, derivat de l'indoeuropeu upo, que significava sota o inferior. A diversos indrets del Rosselló es documenten llocs denominats voló, situats tots ells en un lloc on un curs d'aigua passa per sota un riu, habitualment separat de la població per un tallat considerable, com és el cas del Voló.

## Geografia

Situació de la comuna del Voló en el Rosselló

### Localització i característiques generals del terme
La comuna del Voló, d'una extensió de 144.200 hectàrees d'extensió, és a l'extrem sud-oest de la comarca del Rosselló, al límit amb el Vallespir i entre les subcomarques rosselloneses de la Plana del Rosselló i l'Albera. És un important nucli de comunicacions, encreuament de carreteres, amb l'autopista La Catalana, i el pas del ferrocarril d'Arles a Argelers. A més, per sota de l'extrem sud-est del terme passa el túnel del TGV. El Tec migparteix el terme comunal de sud-oest a nord-est traçant diversos meandres, tot i que la vila del Voló queda a la riba esquerra del riu.
Nucli de comunicacions des de, almenys, l'època romana, el Voló és l'accés a la plana després que les vies de comunicació hagin travessat els Pirineus venint de la Catalunya del Sud, així com de la carretera que ve de l'alta vall del Tec, al Vallespir. Inclou l'antic vilar de Molars.
El terme comunal del Voló està format per territoris diferenciats que tenen el seu punt de contacte a la vila del Voló: dues valls que davallen de la Serra de l'Albera, la ribera de Roma, més al sud, i la Vallmorena, més al nord, que formen tot el sector sud-est de la comuna, la vall del Tec, que és la franja central, de sud-oest a nord-est del terme, i tota la part septentrional, més muntanyosa (és, de fet, els contraforts de la cua sud-oriental dels Aspres.
Termes municipals limítrofs:
| Paçà                    | Trasserra            |                     |
| Sant Joan de Pladecorts |                      | Montesquiu d'Albera |
|                         | Morellàs i les Illes |                     |

### La vila del Voló

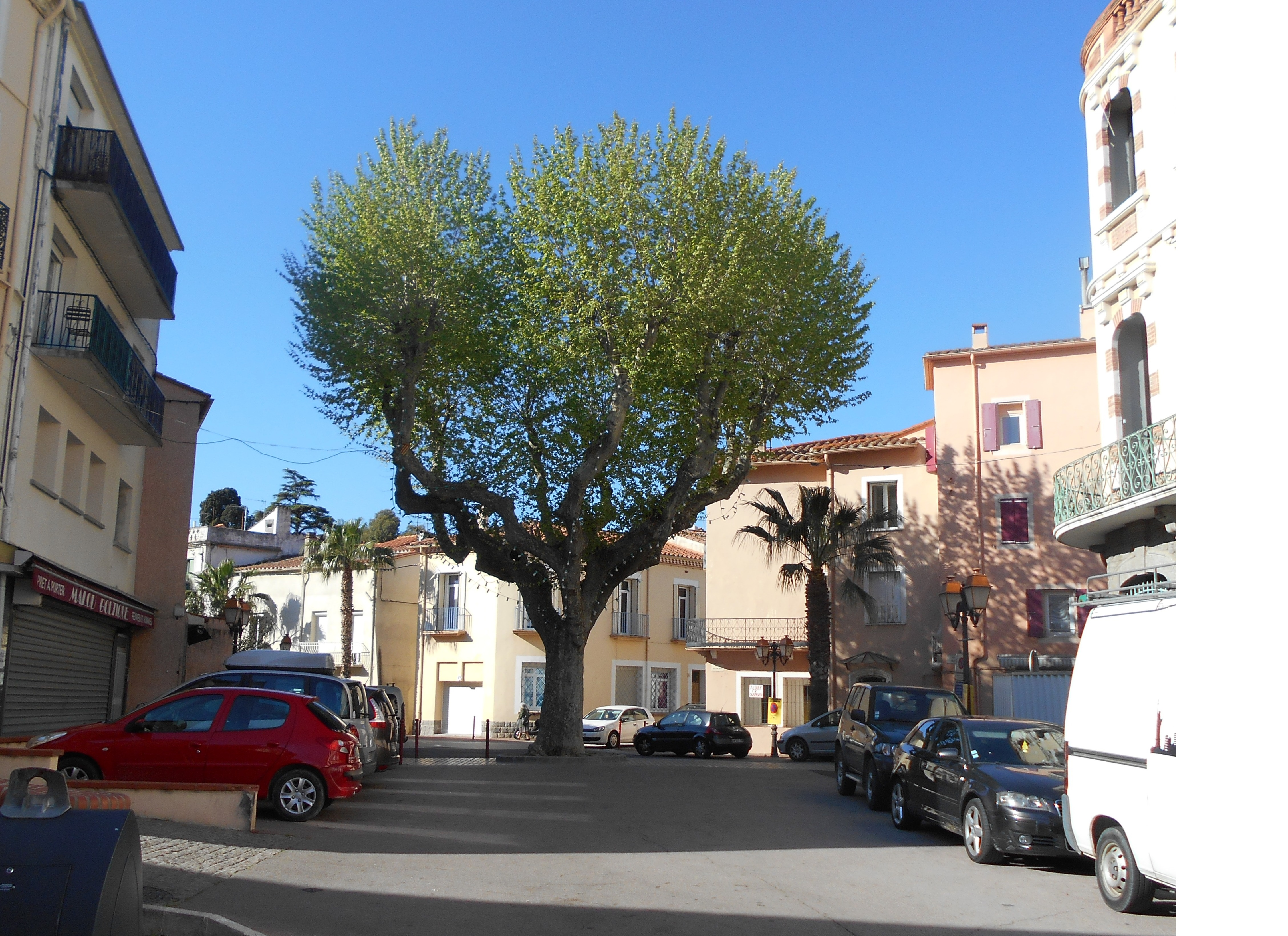
Plaça de l'Antiga Casa del Comú

Situada a l'esquerra del Tec a 85 m alt. El nucli vell de la població, fortificat a l'edat mitjana, situat a l'extrem de llevant del nucli urbà actual, ran de riu, té el seu origen en una cellera centrada en l'església parroquial de Santa Maria, situada a ponent del lloc on la Ribera de la Vallmanya aflueix en el Tec. Formava una recinte fortificat encara avui dia recognoscible en el traçat urbanístic, a part de les restes de muralles que hi romanen. Dins del nucli vell també es troba la capella de Sant Antoni, en el Cementiri Vell, documentada d'ençà del segle xv.

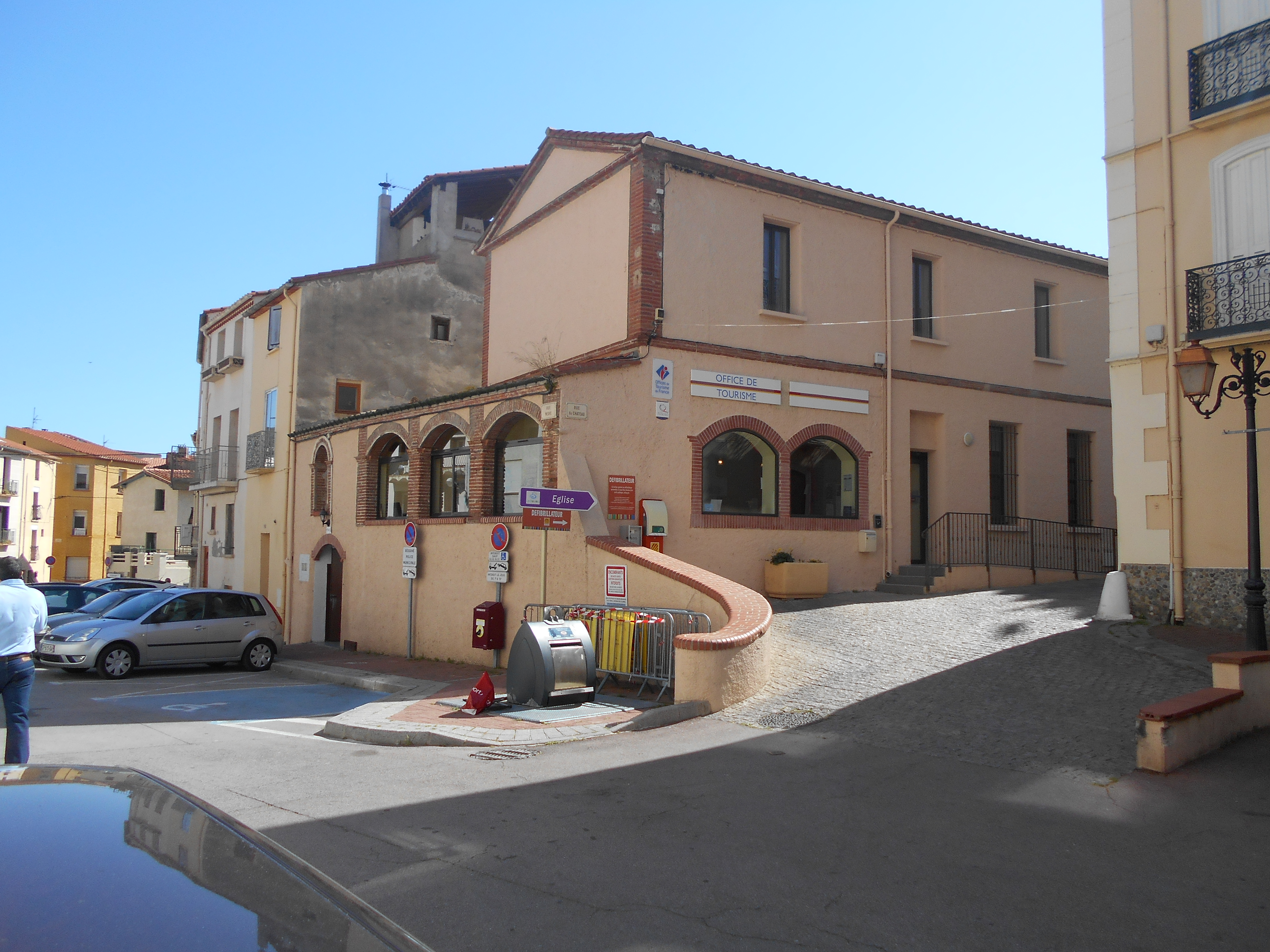
Lloc on hi hagué el castell

A l'extrem occidental de la cellera, a la Plaça de l'Antiga Casa del Comú, podria haver-hi les restes del castell del Voló. S'hi conserva un carrer anomenat del Castell, així com un conjunt d'edificis que podrien respondre a la planta de l'antic castell, tot i que les construccions actuals són modernes. Caldria una campanya arqueològica per a treure'n l'entrellat.
A partir d'aquest nucli primigeni, la vila s'eixamplà en forma de ravals, seguint sobretot el camí de Ceret i el carrer del Forn, amb els barris del Carrer de la Jonquera, del Carrer del Forn i del Carrer de Perpinyà. Més endavant, es formaren els barris del Marroc, el Mas Blanc i les Portes de França. Ja en els darrers vint-i-cinc anys s'han format urbanitzacions modernes com les Chartreuses du Boulou, el Mas d'en Lion i el Neret. En els voltants immediats de la vila actual hi ha el Cementiri Nou.

### Els Banys del Voló
Situats al sud del terme, aprofiten unes fonts mineromedicinals d'aigües acidulades, ferruginoses i alcalines, molt recomanades per a tractaments del fetge i de la vesícula biliar. Des del 1859 existeix el balneari anomenat Establiment Termal, i una empresa que en comercialitza l'aigua. Hi ha tres fonts: la del Voló, la de Sant Martí i la Clementina, i s'hi ha fet un parc natural, resseguitn el Còrrec de Sant Martí, on hi ha l'Hotel Restaurant de les Fonts. Modernament, al nord del balneari s'hi ha creat el Casino de joc del Voló.

### Molars
L'antic vilar de Molars es troba en la zona de muntanyes, contraforts de la Serra de l'Albera, al sud-est del terme. Hi ha l'església romànica, antiga parròquia del lloc, de Santa Margarida.

### Sant Felip del Voló
A l'extrem sud del terme, molt a prop del límit amb Morellàs i les Illes es troba la capella de Sant Felip. Té a prop al sud seu la Font de Sant Martí.

### L'Autoport del Voló
L'Autoport del Voló és una peça fonamental entre les instal·lacions del complex de transport relacionats amb el transport internacional. Està situat a ponent del nucli urbà del Voló, a l'espai entre l'autopista La Catalana i la D - 900, la carretera de circumval·lació del Voló. És al costat mateix del peatge de l'autopista. Un trosset petit de l'autoport s'endinsa en el veí terme de Sant Joan Pla de Corts.

### Els masos del terme
Les construccions aïllades del terme voloní són les segûents: la Casa de la Resclosa, o del Rescloser, el Casal d'en Quirc, el Cortal Molars, l'Estació Vinícola experimental de Trasserra (en terme del Voló), la Gara (en desús per a passatgers), el Mas de la Barca, el Mas de l'Aucell, el Mas Courtois, el Mas del Tirrit, abans d'en Millós, el Mas d'en Baptista, el Mas d'en Descalç, el Mas d'en Montagut, el Mas d'en Noell, el Mas d'en Pasqual, el Mas d'en Roer, el Mas d'en Rossinyol, el Mas d'en Vilar, el Mas Llinars, el Mas Molars i Sant Felip, o Capella de Sant Felip. Algunes són ja noms antics, en desús, com el Barracot del Puig de l'Estella, el Cortal d'en Bangals, el Mas Arquer i la Teuleria d'en Descalç. D'altres, com el Cortal d'en Grill, o d'en Dolla, el Cortal d'en Nogueres i el Molí Nou, o Naut, són desapareguts. A part, cal considerar el Dolmen de la Creu del Senyal.

### Els cursos d'aigua
El curs d'aigua més rellevant del Voló és el Tec, que vertebra el terme dividint-lo en dues meitats molt semblants, d'extensió. Pel sud hi aflueix la Roma, o de Morellàs, que recull els recs del Conte, o Còrrec del Conte, de la Carrerassa, del Carbassal, o Còrrec del Carbassal, o de la Collada de la Barra, de Coma Dolla i d'en Gardell; baixant des de l'est hi arriba primer el Rec o Còrrec del Neret, amb el Rec del Pic d'Estella, i poc després el Còrrec del Mallol, i a l'extrem nord-est, fent de termenal amb Montesquiu d'Albera el darrer tram, es troba la Ribera dels Molars, tots aquests per la dreta. Per l'esquerra del Tec, a la zona nord del terme arriba de ponent la Ribera de la Vallmanya, el Còrrec d'en Serra i el Còrrec d'en Montagut.
La Ribera del Molars configura la conca de l'extrem sud-est del terme del Voló. S'hi troben el Còrrec de Vallmorena, el del Salt de l'Aigua, o de la Jaça de l'Alzina, el d'en Rossinyol, el de la Mongetera, el de la Siureda, el del Roure Negre, el d'en Carboner i el de la Figuerassa.
La Vallmanya forma una conca que vertebra tota la part nord del terme. Té un curs de nord-oest a sud-est, i compta amb nombrosos còrrecs que hi aporten les aigües quan plou: per la seva dreta, el Còrrec de Puig Senglí, el del Llagot, el de les Parets, el de Vilallonga, el d'en Just, que ha recollit abans les aportacions del Còrrec d'en Just, el d'en Xambon i el del Cap Donat, i per l'esquerra, el Còrrec de les Teixoneres, el de la Madraguera, el d'en Noell, el del Pla del Rei, o de la Guilla, que abans ha recollit el Còrrec de la Redubta, el Còrrec Dirlan, el d'en Pomarola, el d'en Resta, el de l'Estevenot i el de la Blaus.
El Còrrec d'en Montagut, a l'extrem nord del terme, es forma, prop de la desembocadura en el Tec, per la unió del Còrrec de la Canavera i el de Brugues, o de les Brugues, que és termenal amb Trasserra i porta l'afluència del Còrrec de la Serra. El Còrrec de la Canavera duu les aigües dels còrrecs de Puig Rodonell, de la Guilla, de la Rectoria, el Còrrec Fondo, el del Puig i el de la Serra dels Gascons, o dels Gascons.
D'altra banda, a la zona plana del centre i nord-est del terme hi ha uns quants canals d'irrigació o drenatge: l'Agulla, l'Agulla d'en Pradells, l'Agulla de la Serra, l'Agulla de les Escomelles, totes de drenatge, llevat de la primera, que també és d'irrigació. Els desapareguts Rec del Molí i Rec del Molí Naut eren també d'irrigació, com el Rec de Nidoleres, o del Molí de Nidoleres, el Rec de Sant Genís, o de les Alberes, la Resclosa, la Resclosa del Rec de Nidoleres.
A part, cal tenir en compte el Botàs, al sud del terme, i nombroses fonts, com la Clementina, la Colette, la Jeannette, la de les Alzines, la del Mas d'en Rossinyol, la del Voló, la de Sala (nom antic) i la de Sant Martí. També hi ha el Pou del Mas Llinars i la Ribalta, nom antic il·localitzat.

### El relleu
Alguns dels topònims del Voló denoten accidents de relleu: muntanyes en general, com el Cim del Pla, el Pic Estella, o Puig de l'Estella, el Puig Rodonell i el Puig Senglí; colls, com el Coll o Collada de la Barra; comes, com la Coma de Canavera, i la de Vilallonga (nom antic); plans, com el Pla, el Pla de les Vinyes, el Pla del Mas Blanc, el Pla de Molars; serres i serrats, com la Serra de la Josepa, la Serra de Molars, la Serra d'en Duran, la Serra de Siurers, o dels Siures, o de Santa Margarida i Serrat dels Gascons.

### El terme comunal
Els topònims del Voló referits a partides cadastrals o a indrets concrets són els segûents: els Bufadors, Camí de Trasserra, els Camps de la Bassa, els Camps de la Pedra, els Camps de l'Era, els Camps de l'Oliu Tort, els Camps del Pla, Cartallac, la Caseta, les Claperes, les Colomines, el Cortal d'en Quirc, la Costa d'Agleus, la Costa de Reixac, la Cova, abans la Cauna, els Eixarts, la Font de la Corba, Forn Teuler, el Gorg de l'Om, l'Hort de la Resclosa, les Hortes del Bosc, les Hortes d'en Vives, els Horts de les Parets, el Mas d'en Roer, el Mas d'en Rossinyol, Molars, el Molí Nou, el Neret, les Olivedes del Pilar, o el Pilar, el Palau, Pradells, el Regatiu de Dalt, el Reposador dels Cerdans, la Roureda, Sant Martí, el Sicret, el Siure de la Magina, la Vallmanya, Vallmorena i les Vinyes d'en Cavallers. Alguns són noms antics, ja en desús, com la Cabrassa, o Carabasses, Cagalauca, el Camp de Perablanca, la Canavera, Cantallops, els Castanyers, o la Castanya, l'Estanyol, l'Estrada, Frederes, les Moleres, o la Molera, Perafita, Picamoles, Reixac, el Sant i la Tartera. Alguns són indrets ja desapareguts pel creixement de les zones urbanitzades, com les Hortes del Molí. També hi ha diversos senyals termenals, com el Camp de la Curta, la Creu del Senyal, les Creus de la Serra de Molars, el Piló de la Creu del Cim del Pla, el Piló de la Font de la Corba, el Piló de la Serra, el Piló de la Serra dels Gascons, el Piló del Camí de Ceret, el Piló de les Teixoneres, el Piló de l'Hort del Bosc, el Piló dels Quatre Termes, o del Pic d'Estella, el Piló del Reposador dels Cerdans, el Piló de Puig Senglí i el Siure (uns quants d'ells són ja noms antics, en desús).

## Transports i comunicacions

### Carreteres
Diverses carreteres travessen el terme del Voló. Són les següents:
L'autopista A-9/E-15, anomenada la Catalana, travessa el terme del Voló de nord-est a sud-oest, formant un arc pel nord i l'oest de la vila. Té un peatge dins del terme, a prop al nord-oest de la població, on hi ha també una entrada i sortida de l'autopista.
La D - 115 (Coll d'Ares - D - 900, a Sant Joan Pla de Corts), que uneix el Coll d'Ares, al límit amb el Ripollès, amb el Voló passant per Prats de Molló, el Tec, Arles, l'Alzina Rodona, els Banys d'Arles, el Pont de Reiners, la Cabanassa, Ceret i Sant Joan Pla de Corts.
La D - 618 (El Voló - Argelers de la Marenda), enllaça aquestes dues poblacions directament, sense passar pels nuclis de població, amb els quals enllaça. Tanmateix, en diversos punts del recorregut té sortides que enllacen amb els pobles dels costats del seu recorregut.
La D - 900 (Salses - el Portús), o la Desviació, travessa el terme del Voló entrant pel sector nord-est del terme i sortint-ne per l'extrem sud. Té diversos enllaços per connectar amb altres carreteres, principalment la D - 618 i la D - 115. Per aquesta carretera, aquest poble enllaça cap al sud amb Maurellàs (5), les Cluses (6) i el Portús (10), i cap al nord, amb Banyuls dels Aspres (6), Vilamulaca (11), Pollestres (16), Perpinyà (23), Pià (33), Ribesaltes (33) i Salses (45). També hi ha, travessant per dins de la vila del Voló, el traçat antic d'aquesta carretera.

### Ferrocarril

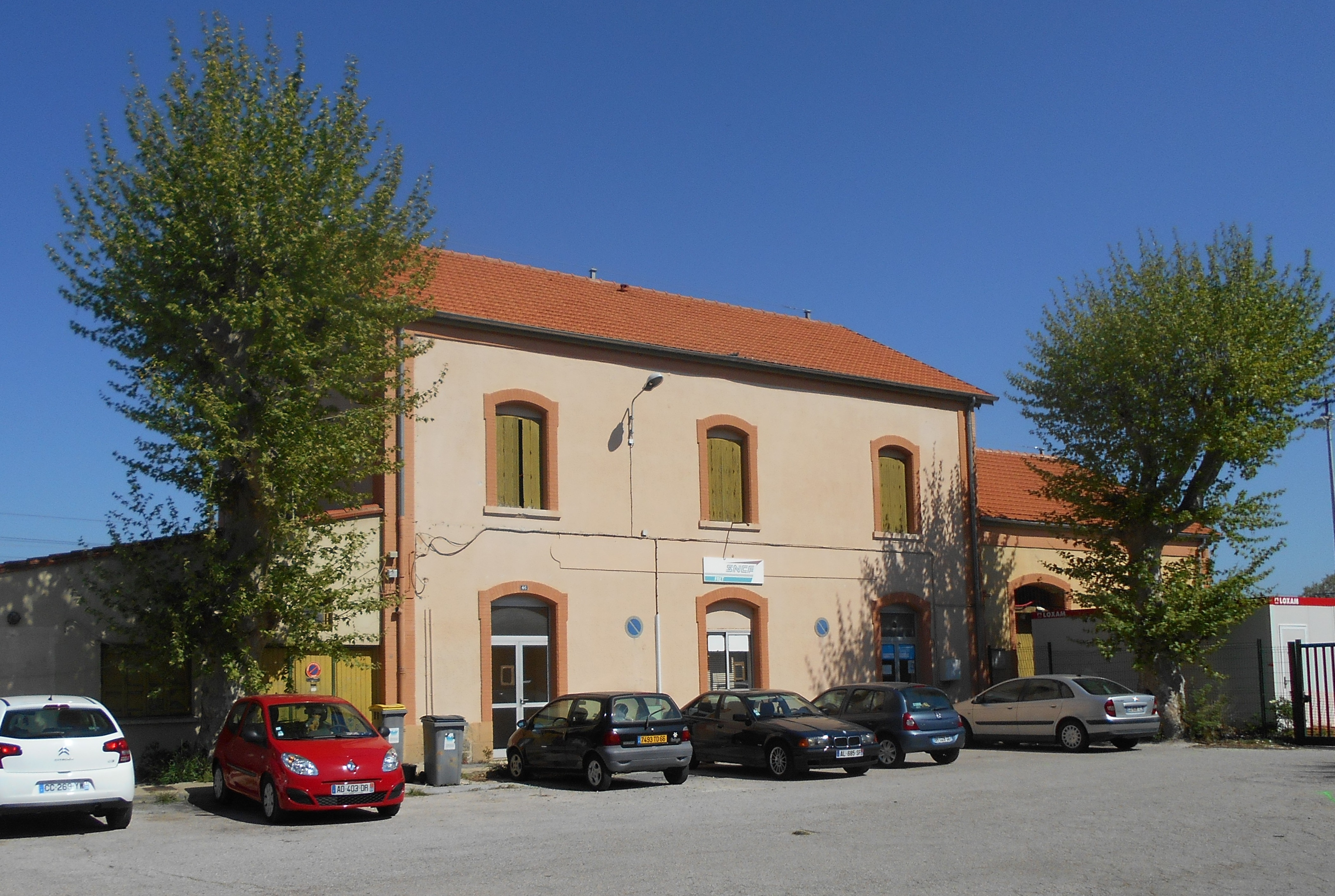
Antiga estació del Voló, ara en desús

Tot i que la línia de ferrocarril del TGV travessa el terme del Voló, no hi té cap estació. La més propera és Perpinyà. Dessota del terme voloní hi ha una part del túnel del TGV.
D'altra banda, l'Autoport del Voló està servit per l'antiga línia d'Arles a Elna, que només es fa servir per a trens de mercaderies des d'aquest Autoport fins a l'estació d'Elna.

### Transport col·lectiu públic
La línia 300/340/341 del servei departamental de Le bus à 1 €, de Perpinyà a Arles uneix aquestes dues poblacions passant per Pollestres, Vilamulaca (Mas Sabola), Banyuls dels Aspres, el Voló, Sant Joan Pla de Corts, Morellàs, Ceret, Reiners, els Banys d'Arles i Arles. Entre les tres línies ofereix, de dilluns a dissabte, 11 serveis diaris, tot i que no totes tenen el final de trajecte a Arles (2 es queden a Ceret i 1 als Banys d'Arles). Diumenge i els dies festius només hi ha 4 serveis, tots quatre amb el trajecte sencer. El Voló és a 25 minuts de Perpinyà, a un quart d'hora de Pollestres, a 10 minuts del Mas Sabola de Vilamulaca, 5 minuts de Banyuls dels Aspres, 5 de Sant Joan Pla de Corts, 8 de Ceret, 22 de Reiners, 27 dels Banys d'Arles i 35 d'Arles.
La línia 301/340/341 del mateix servei, de Perpinyà al Pertús uneix les poblacions de Perpinyà, el Voló, les Cluses i el Pertús. Ofereix, de dilluns a dissabte, 4 serveis diaris del Voló al Pertús, i enllaça amb la 340/341 per al servei amb Perpinyà. No circula els dies de festa ni diumenge. El Voló és per aquesta línia a 10 minuts de les Cluses i a 20 del Pertús.
La línia 401 del mateix servei, d'Argelers de la Marenda a Ceret, passa pel Voló procedent d'Argelers de la Marenda, Sant Andreu de Sureda, Sureda, la Roca de l'Albera i Sant Genís de Fontanes i Vilallonga dels Monts i Montesquiu d'Albera. Després continua cap a Morellàs i Ceret. Ofereix tres serveis diaris en cada direcció de dilluns a dissabte (tot i que el segon d'aquests serveis només va d'Argelers a Montesquiu d'Albera). No circula els dies festius. Per aquesta línia, el Voló és a una hora i 13 minuts d'Argelers, a 43 minuts de Sant Andreu de Sureda, a 38 minuts de Sureda, a 33 de la Roca de l'Albera, a 28 de Sant Genís de Fontanes, a 23 de Vilallonga dels Monts, a 13 de Montesquiu, a 9 de Morellàs i a 17 de Ceret.

### Els camins del terme
La densa urbanització del terme del Voló ha fet que molts dels camins s'hagin convertit en carreteres, o rutes, com se sol dir el Rosselló. Així, hi trobem l'Autoruta la Catalana, la Desviació, la Ruta d'Argelers, la d'Arles, o Ceret, la d'Espanya, o del Pertús, i la de Perpinyà. Com a camí que surt del terme del Voló hi ha també el Camí de Trasserra, o de la Costa de Reixac, del de la Clusa, des de Montesquiu, i del de Cotlliure a Ceret. A part del Camí Ral i del Camí de Ferro, que esmentem a part, la resta de camins són interiors del terme: Camí de la Caseta, de la Costa d'Agleus, de les Hortes d'en Bosc, de les Hortes d'en Vives, de les Moleres, de les Vinyes d'en Cavallers, del Mas d'en Descalç, o de Sant Lluc, del Mas d'en Rossinyol, del Mas Llinars, o del Mas de l'Aucell, del Molars, del Molí Nou, del Pilar, de Puig Senglí, i el Camí Petit de Puig Senglí.

## Activitats econòmiques
L'actual economia del Voló és encara en part basada en l'agricultura, tot i que cada vegada més hi tenen espai l'activitat comercial i els serveis. Hi predomina del tot el conreu de la vinya, sobretot en el sector nord del terme, que es dedica sobretot a vins de qualitat, de denominació d'origen controlada. Hi ha una certa quantitat d'arbres fruiters, sobretot cirerers, presseguers i albercoquers. Són gairebé residuals les hortalisses, els prats i farratges i els cereals. Hi ha una important societat cooperativa vinícola.

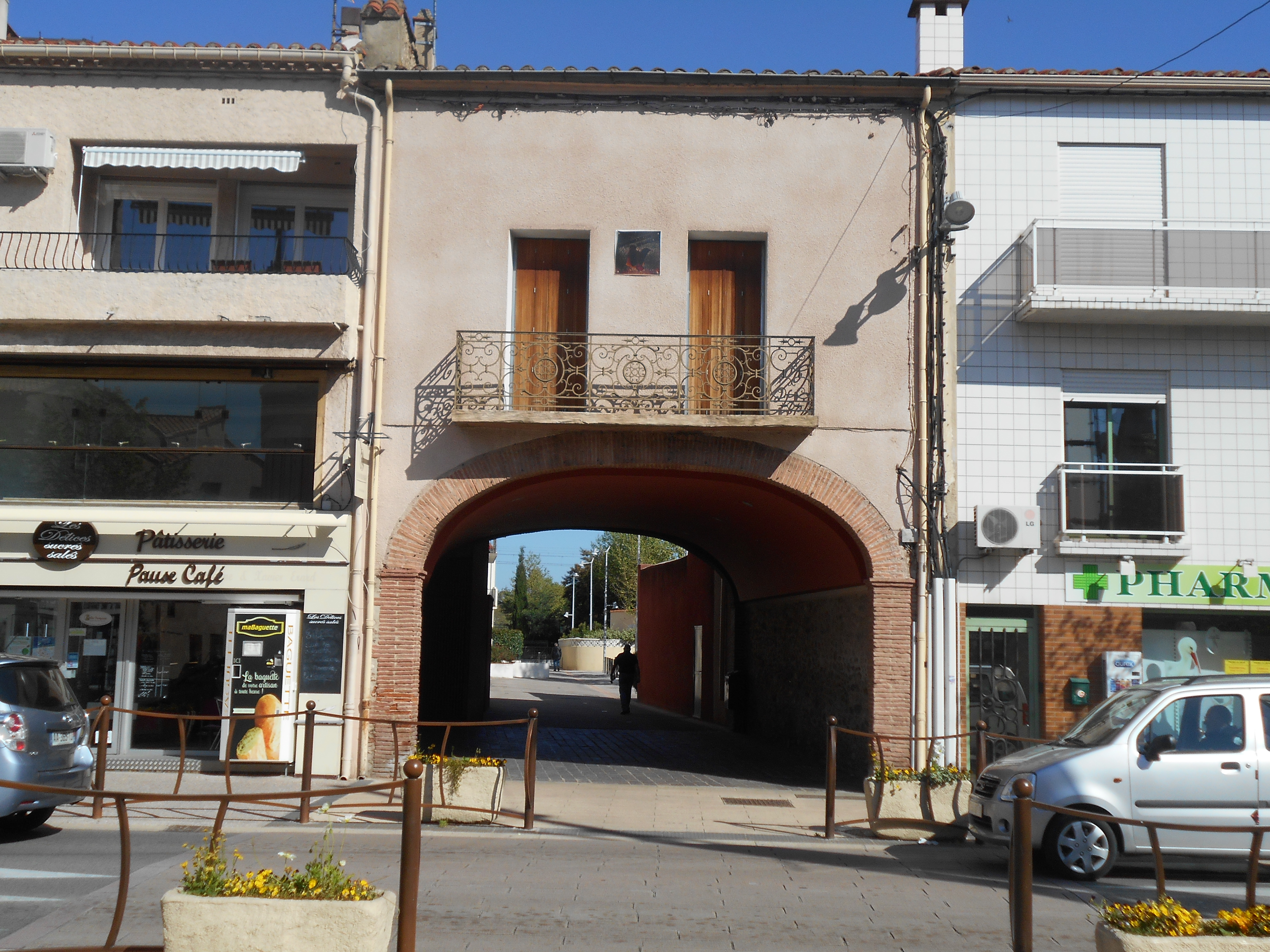
L'antiga fàbrica de taps de suro Torrent

El turisme i les activitats derivades del fet que el Voló és vila duanera estan agafant cada vegada més força. El transport combinat camió - ferrocarril entre els dos estats veïns motiva una forta presència d'agències duaneres i de transport i, de retruc, d'oficines bancàries. Des del 1976 la duana del Voló és complementària del mercat de Sant Carles de Perpinyà, i ha arribat ja a més de 100.000 camions l'any. L'autoport, que és gestionat conjuntament per la comuna, el departament i la Cambra de Comerç i d'Indústria de Perpinyà, manté quasi 500 llocs fixos de treball, amb una quantitat similar d'eventuals. El turisme és diferenciat en dos sectors: el del poble, lligat als transports, i el dels Banys d'Arles, més encarat al turisme. Un càmping al Voló i un altre al costat mateix, però en terme de Morellàs i les Illes, complementen aquesta oferta.
Pel que fa a la indústria, a part de la generada pel tractament del vi a la Societat Cooperativa, abans hi havia fins a quatre empreses d'extracció de suro de les Alberes, que han cessat ja les seves activitats, i una important empresa d'extracció de sorra i grava de la llera del Tec. Una de les fàbriques derivades del suro era la creada el 1879 pel farmacèutic del poble, Joseph Torrent; anomenada popularment la fabrica, arribà a una extensió de 4.761 m² i a tenir fins a 250 treballadors, cosa que la convertí en motor de la vida econòmica i social del Voló al llarg de quasi un segle. Sofrí un gran incendi el 1935. Fou reconstruïda i continuà la seva activitat fins al 1960.

## Història

### Prehistòria
Fins a onze jaciments amb restes neolítiques han estat trobats en el terme del Voló. A més, al lloc anomenat la Codina, al nord del terme, prop de l'autopista i del Cortal d'en Quirc, es va trobar un conjunt prou important de ceràmica del Neolític, tota ella fragmentària, com és habitual en els jaciments propers a vies de comunicació antigues, com és el d'aquest cas.

### Història Medieval
El lloc del Voló és esmentat per primer cop el 976, juntament amb les dues més antigues del Vallespir, Morellàs i Sant Joan Pla de Corts. Són dos documents que esmenten alous in Volone. Al segle xi els senyors de Montesquiu ho eren també del Voló, i el 1198 s'esmenta la Força del Voló, confirmada a Guillem de Montesquiu pel rei Pere II. Retornat a la corona al segle xiv, diversos senyors hi tingueren drets (Ademar de Mosset, Berenguer de Santjoan, Joan de So, vescomte d'Èvol), fins que Guillem Jordà i el seu fill Bernat, de Perpinyà, n'adquiriren els drets, que, tanmateix, mantingueren pocs anys: en foren desposseïts a principis del segle xv, i el Voló fou donat per l'infant Joan a la vídua de Nicolau Salaverd, creditor del rei, l'hospital de Sant Joan de Perpinyà, l'Almoina i els clergues de la Col·legiata de Sant Joan de Perpinyà.

### Història Moderna
La possessió del Voló retorna a principis del segle xvi a domini reial, que ja no l'abandonà fins a la fi de l'Antic Règim, tot i que alguns dels seus drets foren venuts per Lluís XV el 1735 a Joseph Candy-Joly i Antoine-Barthélemy Tabariès.

### Història Contemporània
Tot just iniciada l'Edat contemporània, el 1794, durant la Guerra Gran, va tenir lloc la batalla del Voló entre les tropes de Carles IV d'Espanya, manades pel general Antonio Ricardos, i les de la Primera República Francesa, manades pel general Jacques François Dugommier, que va acabar amb victòria francesa, que fou decisiva perquè capgirà el sentit de la guerra.
El 1939, arran de la retirada republicana de la Guerra Civil, al Voló s'establí un camp de refugiats dedicat a dones, vells i criatures destinats als pobles que s'havien ofert a acollir-los. Era el primer lloc que trobaven els que entraven per la frontera de la Jonquera.

## Demografia

### Demografia antiga
La població està expressada en nombre de focs (f) o d'habitants (h)
| Evolució demogràfica del Voló entre 1355 i 1790 | Evolució demogràfica del Voló entre 1355 i 1790 | Evolució demogràfica del Voló entre 1355 i 1790 | Evolució demogràfica del Voló entre 1355 i 1790 | Evolució demogràfica del Voló entre 1355 i 1790 | Evolució demogràfica del Voló entre 1355 i 1790 | Evolució demogràfica del Voló entre 1355 i 1790 | Evolució demogràfica del Voló entre 1355 i 1790 | Evolució demogràfica del Voló entre 1355 i 1790 | Evolució demogràfica del Voló entre 1355 i 1790 | Evolució demogràfica del Voló entre 1355 i 1790 | Evolució demogràfica del Voló entre 1355 i 1790 | Evolució demogràfica del Voló entre 1355 i 1790 | Evolució demogràfica del Voló entre 1355 i 1790 | Evolució demogràfica del Voló entre 1355 i 1790 | Evolució demogràfica del Voló entre 1355 i 1790 | Evolució demogràfica del Voló entre 1355 i 1790 |
| 1355                                            | 1359                                            | 1365                                            | 1378                                            | 1424                                            | 1470                                            | 1515                                            | 1553                                            | 1643                                            | 1709                                            | 1720                                            | 1730                                            | 1755                                            | 1765                                            | 1767                                            | 1774                                            | 1789                                            |
| ----------------------------------------------- | ----------------------------------------------- | ----------------------------------------------- | ----------------------------------------------- | ----------------------------------------------- | ----------------------------------------------- | ----------------------------------------------- | ----------------------------------------------- | ----------------------------------------------- | ----------------------------------------------- | ----------------------------------------------- | ----------------------------------------------- | ----------------------------------------------- | ----------------------------------------------- | ----------------------------------------------- | ----------------------------------------------- | ----------------------------------------------- |
| 139 f                                           | 158 f                                           | 139 f                                           | 93 f                                            | 178 f                                           | 34 f                                            | 38 f                                            | 41 f                                            | 12 f                                            | 96 f                                            | 127 f                                           | 116 f                                           | 129 f                                           | 300 h                                           | 583 h                                           | 116 f                                           | 148 f                                           |

Font: Pélissier 1986

### Demografia contemporània
| Evolució de la població |      |      |      |       |       |       |       |       |
| 1793                    | 1800 | 1806 | 1821 | 1831  | 1836  | 1841  | 1846  | 1851  |
| 480                     | 620  | 719  | 918  | 1.079 | 1.201 | 1.242 | 1.295 | 1.333 |

| 1856  | 1861  | 1866  | 1872  | 1876  | 1881  | 1886  | 1891  | 1896  |
| ----- | ----- | ----- | ----- | ----- | ----- | ----- | ----- | ----- |
| 1.253 | 1.207 | 1.309 | 1.353 | 1.478 | 1.588 | 1.748 | 1.754 | 1.889 |

| 1901  | 1906  | 1911  | 1921  | 1926  | 1931  | 1936  | 1946  | 1954  |
| ----- | ----- | ----- | ----- | ----- | ----- | ----- | ----- | ----- |
| 1.954 | 1.768 | 1.937 | 1.701 | 1.830 | 1.918 | 2.076 | 2.074 | 2.198 |

| 1962  | 1968  | 1975  | 1982  | 1990  | 1999  | 2004  | 2008  | 2009  |
| ----- | ----- | ----- | ----- | ----- | ----- | ----- | ----- | ----- |
| 2.512 | 2.921 | 3.709 | 4.292 | 4.436 | 4.428 | 4.858 | 5.293 | 5.410 |

| 2013  |
| ----- |
| 5.547 |

Fonts: Ldh/EHESS/Cassini fins al 1999, després INSEE a partir deL 2004

### Evolució de la població

Població 1962-2008

## Administració i política

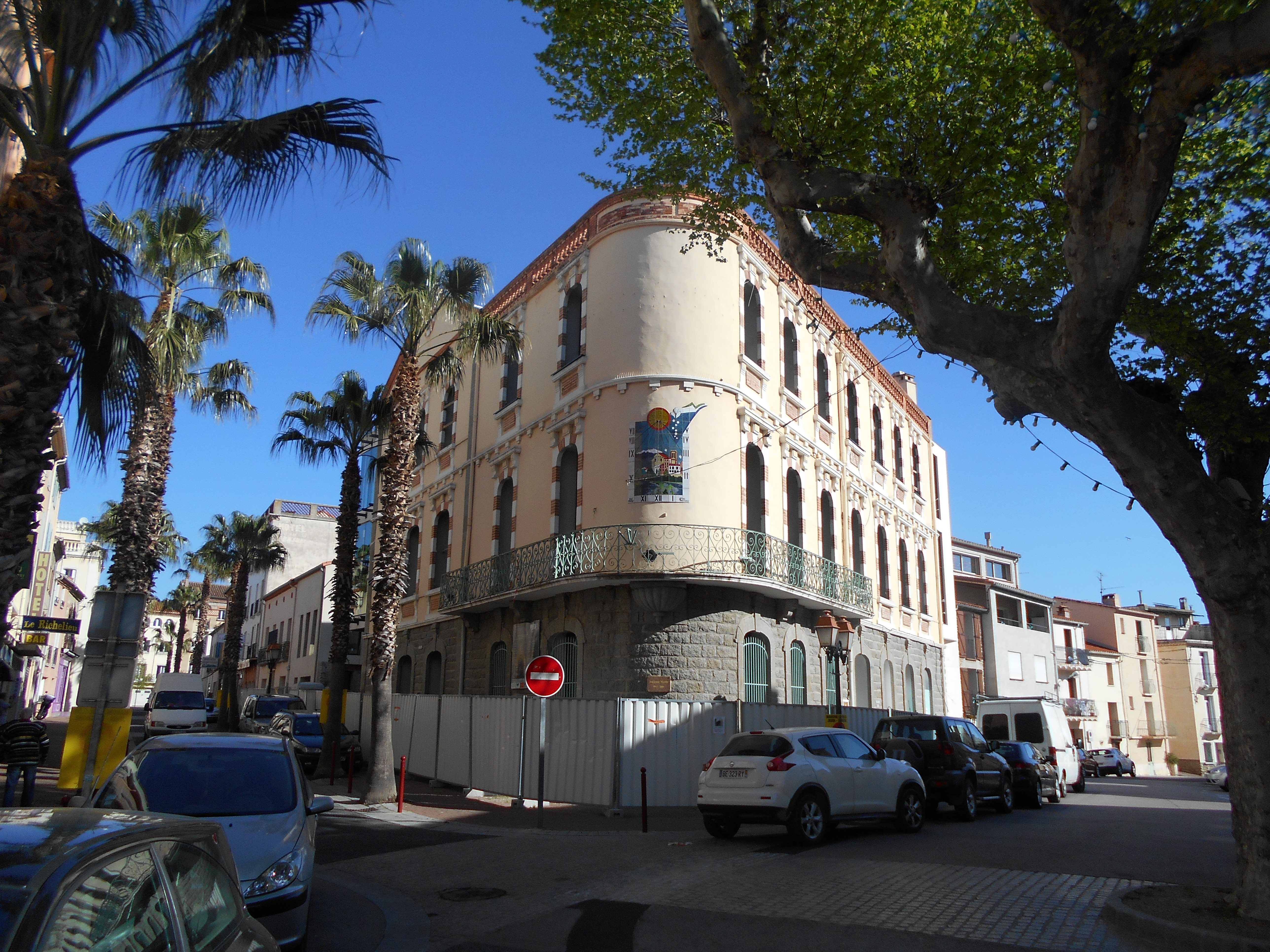
Antiga Casa del Comú del Voló, en obres el 2017

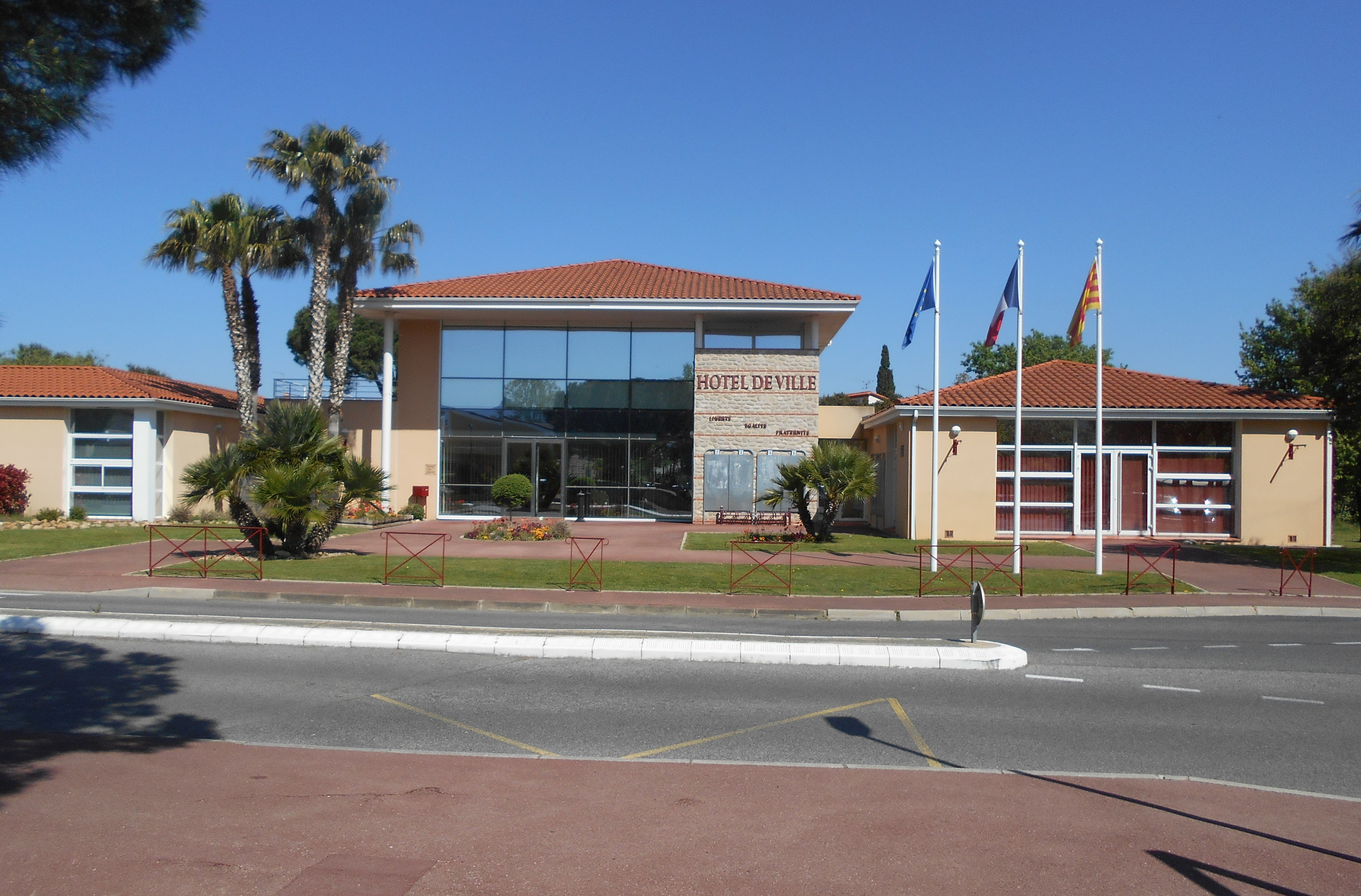
Actual Casa del Comú

### Batlles[11]
| Període                                         | Nom                      | Opció política | Comentaris                             |
| ----------------------------------------------- | ------------------------ | -------------- | -------------------------------------- |
| 30 de gener del 1793 - 31 de desembre del 1793  | Michel Reste             |                |                                        |
| 1 de gener del 1794 - 31 de desembre del 1798   | Jacques Majenti          |                |                                        |
| 1 de gener del 1799 - 2 de Gener del 1809       | Marc Thibaut             |                |                                        |
| 3 de gener del 1809 - 1 de maig del 1815        | Jean Bouche              |                |                                        |
| 22 de maig del 1815 - 4 d'agost del 1815        | Joseph Queye             |                |                                        |
| 5 d'agost del 1815 - 2 de juny del 1819         | Pierre Thibaut           |                |                                        |
| 7 de juny del 1819 - 10 de maig del 1823        | Joseph Lefebre           |                |                                        |
| 12 de maig del 1823 - 5 d'agost del 1830        | Jacques Vilar            |                |                                        |
| 30 d'agost del 1830 - 10 de novembre del 1831   | Joseph Bouche            |                |                                        |
| 14 de novembre del 1831 - 10 d'agost del 1836   | Pierre Thibaut-Reste     |                |                                        |
| 13 d'agost del 1836 - 25 de febrer del 1848     | Jacques Vilar            |                |                                        |
| 29 de febrer del 1848 - 24 de setembre del 1849 | Augustin Lefebre         |                |                                        |
| 24 de setembre del 1849 - 14 de març del 1850   | Jacques Vilar            |                |                                        |
| 14 de març del 1850 - 28 de maig del 1851       | Pierre Martre            |                |                                        |
| Maig del 1851 - Desembre del 1851               | Augustin Lefèvre         |                |                                        |
| Desembre del 1851 - Novembre del 1862           | Mathias Noguères         |                |                                        |
| Novembre del 1862 - Setembre del 1870           | Jacques Vilar            |                |                                        |
| Setembre del 1870 - Febrer del 1874             | Léandre Mourie           |                |                                        |
| Febrer del 1874 - Setembre del 1876             | Jacques Vilar            |                |                                        |
| Setembre del 1876 - Setembre del 1877           | Paul Massote             |                |                                        |
| Setembre del 1877 - Desembre del 1877           | Abdon Thibaut            |                |                                        |
| Desembre del 1877 - Gener del 1878              | Léandre Mourie           |                |                                        |
| Gener del 1878 - Març del 1880                  | Joseph Torrent           |                |                                        |
| Març del 1880 - Octubre del 1880                | Jean Calcine             |                |                                        |
| Octubre del 1880 - Gener del 1881               | Paul Massote             |                |                                        |
| Gener del 1881 - Desembre del 1881              | François Massina         |                |                                        |
| Desembre del 1881 - Setembre del 1882           | Pierre Noé               |                |                                        |
| Setembre del 1882 - Maig del 1886               | Prosper Costacèque       |                |                                        |
| Maig del 1886 - Maig del 1888                   | Joseph Massina           |                |                                        |
| Maig del 1888 - Novembre del 1889               | Jean Mirapeix            |                |                                        |
| Novembre del 1889 - Maig del 1896               | Prosper Costacèque       |                |                                        |
| Maig del 1896 - Setembre del 1899               | François Massina         |                |                                        |
| Setembre del 1899 - Maig del 1900               | Désiré Badouix           |                |                                        |
| Maig del 1900 - Setembre del 1900               | Étienne Mourie           |                |                                        |
| Setembre del 1900 - Maig del 1904               | Jean Mirapeix            |                |                                        |
| Maig del 1904 - Agost del 1914                  | François Coste           |                |                                        |
| Agost del 1914 - Desembre del 1918              | Paul Douillach           |                |                                        |
| Desembre del 1918 - Desembre del 1922           | François Coste           |                |                                        |
| Desembre del 1922 - Juny del 1938               | Jean-Baptiste Bousquet   |                |                                        |
| Juny del 1938 - Desembre del 1938               | Maurice Laurens          |                |                                        |
| Desembre del 1938 - Setembre del 1939           | Joseph Abril             |                |                                        |
| Setembre del 1939 - Agost del 1940              | Antoine Asparre          |                |                                        |
| Agost del 1940 - Novembre del 1942              | Joseph Abril             |                |                                        |
| Novembre del 1942 - Setembre del 1944           | Mathias Horeau           |                |                                        |
| Setembre del 1944 - Setembre del 1946           | Jean Oliva               |                |                                        |
| Setembre del 1946 - Octubre del 1947            | Sauveur Delclos          |                |                                        |
| Octubre del 1947 - Abril del 1959               | Joseph Vives             |                |                                        |
| Abril del 1959 - Març del 1971                  | Raymond Carreras         |                |                                        |
| Març del 1971 - Març del 1983                   | Joseph Santraille        |                |                                        |
| Març del 1983 - Maig del 1987                   | Henri Tribillac          |                |                                        |
| Maig del 1987 - Agost del 1987                  | Henri Berger             |                |                                        |
| Agost del 1987 - Juny del 1995                  | Marie-Rose Carreras      | Divers gauche  |                                        |
| Juny del 1995 - Març del 2008                   | Jean-Pierre Salgas       | Divers droite  |                                        |
| Març del 2008 - Octubre del 2014                | Christian Olive          | Divers gauche  | Mort en exercici de les seves funcions |
| Octubre del 2014 - 5 Juliol del 2020            | Nicole Villard-Schlatter |                |                                        |
| 5 Juliol del 2020 - Moment actual               | François Comes           | Divers gauche  |                                        |

### Legislatura 2014 - 2020

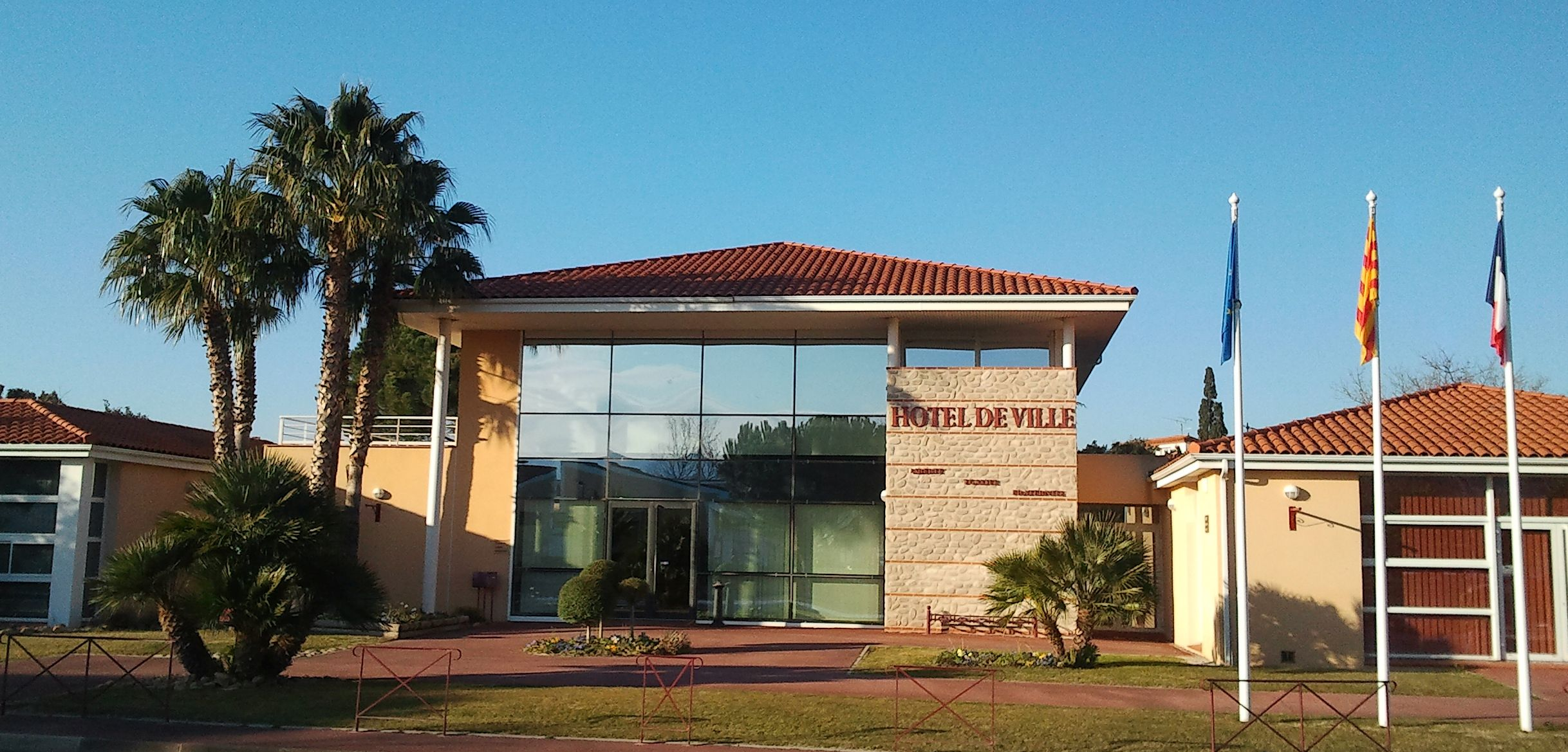
La Casa del Comú del Voló

#### Batlle
- Nicole Villard.

#### Adjunts al batlle[13]
- 1r tinent d'alcalde: Jean-Christophe Bousquet - Regidor: Desenvolupament econòmic - Recursos humans - Turisme
- 2n tinent d'alcalde: Patrick Francès - Regidor: Hisenda - Urbanisme
- 3a: tinenta d'alcalde: Nicole Renzini - Regidora: Cultura - Patrimoni
- 4t: tinent d'alcalde: Georges Sanz: Esports - Policia Municipal - Seguretat, prevenció de la delinqüència
- 5è: tinent d'alcalde: Armand Lafuente: Infantesa - Joventut- Quadra de vida - Afers generals - Obres - Desenvolupament Urbà - Xarxa viària

#### Consellers municipals
- Nicole Libaude- Consellera delegada: Gent gran - Consellera municipal de la majoria
- Véronique Monier. Consellera delegada: Afers socials - Consellera municipal de la majoria
- Jaume Pereta - Conseller delegat a la Catalanitat - Conseller municipal de la majoria
- Martine Zorilla. Consellera delegada: Esports - Consellera municipal de la majoria
- Claude Marcelo -. Conseller municipal de la majoria
- Jean-Claude Delatre. Conseller municipal de la majoria
- Georges Parramon. Conseller municipal de la majoria
- Christiane Bruneau.. Consellera municipal de la majoria
- Isabelle Beugnot. Consellera municipal de la majoria
- Muriel Marsa - Consellera municipal de la majoria
- Rose-Marie Quintana. Conseller municipal de la majoria
- Nelly Martin. Consellera municipal de la majoria
- Claudine Marcerou. Consellera municipal de la majoria
- Jean-François Bardaji - Conseller municipal de la majoria
- Nicole Barbier–Libaude. Consellera municipal de la majoria
- Corinne Navarro. Consellera municipal de la majoria
- Florent Galliez. Conseller municipal de la majoria
- Mélodie Tichadou. Consellera municipal de la majoria
- Philippe Casals. Conseller municipal de l'oposició
- Joséphine Pale. Consellera municipal de l'oposició
- Eric Fossoul. Conseller municipal de l'oposició
- Sylvaine Ricciardi-Braem. Consellera municipal de l'oposició
- Myriam Granat. Consellera municipal de la minoria
- Guy Vigneaux. Conseller municipal de la minoria.

### Adscripció cantonal

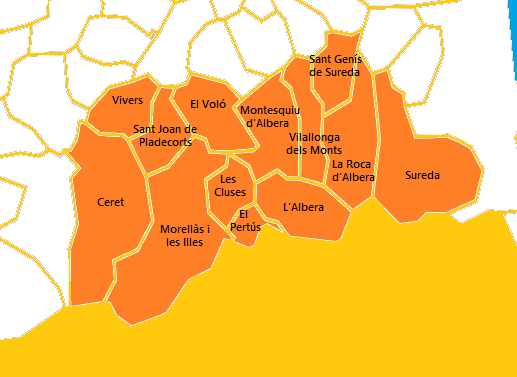
Mapa del Cantó de Vallespir - Albera

A les eleccions cantonals del 2015 el Voló ha estat inclosa en el cantó denominat Vallespir - l'Albera, amb capitalitat a la vila de Ceret, amb els pobles de l'Albera, les Cluses, Montesquiu d'Albera, Morellàs i les Illes, la Roca de l'Albera, el Portús, Sant Genís de Fontanes, Sant Joan Pla de Corts, Sureda, Vilallonga dels Monts, Vivers i el Voló. Hi han estat escollits com a consellers departamentals Martine Rolland, del Partit Socialista, vicepresident del Consell departamental, i Robert Garrabé, del Partit Socialista, vicepresident del Consell departamental, batlle de Sant Joan Pla de Corts.

## Ensenyament i cultura
El Voló disposa de la llar d'infants La Pinède, per als nens de dos mesos i mig a quatre anys (excepcionalment fins als sis), l'Escola maternal i l'Escola primària La Suberaie. Els alumnes de secundària i de batxillerat han de continuar els seus estudis a les poblacions properes: Ceret, principalment, o Vilallonga dels Monts, en el cas del batxillerat tècnic.
El poble disposa d'una àmplia i ben equipada Mediateca que obre cada dia.

## Fills i filles il·lustres
- Joan-Lluís Lluís: escriptor.
- Toni Montané: cantant i autor de temes de contingut humanístic i líric.